# Reflejo de succión
El reflejo de succión es un reflejo arcaico que se da en los seres humanos durante las primeras semanas de vida, generalmente hasta los cuatro o seis meses.
Se activa cuando un objeto entra en contacto con los labios del recién nacido, proporcionando que la boca se ponga a succionarlo. Su función es la de succionar el pezón de la madre para garantizar un amamantamiento más eficaz. Su existencia es prueba de madurez en el niño. Con el tiempo, esto adquirirá un valor funcional que permita al niño succionar de modo consciente. Por el contrario, si más allá de los seis meses continua como conducta refleja, se puede considerar como un signo patológico en el desarrollo del bebé.